# Mwanza
Mwanza je grad na sjeveru Tanzanije, sjedište istoimene regije. Najveća je tanzanijska luka na Viktorijinom jezeru i, uz Dar-es-Salaam, vodeće gospodarsko središte zemlje. Leži na nadmorskoj visini od 1150 m. Kroz Mwanzu prolazi najveći dio trgovačke razmjene s tanzanijskim sjevernim susjedima Ugandom i Kenijom, zbog položaja grada na Viktorijinom jezeru i relativne blizine Kampale i Nairobija.
Područje regije Mwanza pretežno je poljoprivredno. Plodovi s plantaža čaja, pamuka i kave dovoze se u Mwanzu i odatle distribuiraju na domaće i svjetsko tržište. Značajne kulture su i kukuruz, riža, proso, manioka, batat te slanutak. 
Godine 2002. Mwanza je imala 209.806 stanovnika, čime je bila 4. grad po brojnosti u Tanzaniji. Grad je centar plemena Sukuma, najbrojnijeg plemena u Tanzaniji.

## Gradovi prijatelji
- Tampere, Finska[3]
- Würzburg, Njemačka[4]

## Vanjske poveznice
- Mwanza na stranici Turističke zajednice Tanzanije  Arhivirana inačica izvorne stranice od 8. prosinca 2009. (Wayback Machine) (engl.)